# 개는 바지를 입지 않는다
《개는 바지를 입지 않는다》(핀란드어: Koirat eivät käytä housuja)는 핀란드에서 2019년 11월 1일에 개봉한 영화이다.

## 출연

### 주연
- 페카 스트랭 : 유하 역
- 크리스타 코소넨 : 모나 역

### 조연
- 에스터 게이슬러로바 : 바이모 역
- 일로나 후타 : 엘리 역
- 우나 아이롤라 : 사투 역
- 야니 볼라넨 : 파울리 역

## 수상
- 2019년 제24회 부산국제영화제 월드 시네마
- 2019년 제38회 벤쿠버국제영화제 컨템포러리 월드 시네마
- 2019년 제44회 토론토국제영화제 현대 세계 영화 부문
- 2019년 제54회 카를로비바리 국제 영화제 다른시선부문
- 2019년 제39회 하와이국제영화제 유러피안 쇼케이스
- 2019년 제50회 인도국제영화제 월드 파노라마
- 2019년 제63회 런던 국제 영화제 데어
- 2019년 제52회 시체스영화제 수상 오피스 놉스 비젼 - 최우수 작품상 (J.P. 발케아파)
- 2020년 제31회 팜스프링스 국제영화제 월드 시네마
- 2020년 제43회 예테보리국제영화제 노르딕 라이트